# Homalotylus shuvakhinae
Homalotylus shuvakhinae är en stekelart som beskrevs av Trjapitzin och Triapitsyn 2004. Homalotylus shuvakhinae ingår i släktet Homalotylus och familjen sköldlussteklar. Inga underarter finns listade i Catalogue of Life.